# Daniel Friberg (wydawca)
Daniel Friberg (ur. 1978 w Göteborgu) – szwedzki biznesmen, wydawca i pisarz określany jako wybitna postać światowego ruchu prawicowego.
Jest prezesem i współzałożycielem Arktos Media oraz współzałożycielem skandynawskiego konserwatywnego think-tanku Motpol. Benjamin Teitelbaum określił Arktos Media jako niekwestionowanego światowego lidera w publikacji anglojęzycznej literatury Nowej Prawicy.

## Biografia

### Wczesne lata
Daniel Friberg urodził się w 1978 roku w Göteborgu w wykształconej i lewicowej rodzinie. Według niego, został przyciągnięty do prawicowych poglądów po tym, jak był świadkiem dzieci imigrantów atakujących białych w jego szkole. W latach nastoletnich związał się ze szwedzkim ruchem nacjonalistycznym lat 90. W gimnazjum rozdawał ulotki dla nacjonalistycznej Partii Szwedzkich Demokratów i wkrótce zaczął drukować własną propagandę za pomocą drukarki laserowej, aby rozdystrybuować ją w swojej szkole.
W 1997 roku, w wieku 19 lat, założył agencję Alternative Media i gazetę Framtid (Przyszłość), aby propagować swoje nacjonalistyczne idee w społeczeństwie szwedzkim. Friberg wydał całe swoje oszczędności na wydrukowanie 21 000 egzemplarzy i rozesłanie ich do wszystkich absolwentów szkół średnich w Sztokholmie i Göteborgu.

### Działalność medialna
W 2001 r. Friberg był współzałożycielem Nordic Press (Nordiska Förlaget), firmy wydawniczej i muzycznej, której celem było zapewnienie nacjonalistom nowej „edukacji” i „inspiracji”. Jego agencja, Alternative Media, wyprodukowała również trzypłytowy projekt zatytułowany Svensk Ungdom (Swedish Youth). Pierwsze wydawnictwo z tej serii do dziś pozostaje jednym z najpopularniejszych albumów nacjonalistycznych w krajach skandynawskich. Równolegle Nordic Press stał się pierwszym ważnym źródłem literatury antyimigranckiej w kręgach nacjonalistycznych.
Od 2004 roku Friberg zainspirował się literaturą Nowej Prawicy, zwłaszcza dziełami Alaina de Benoist i Guillaume Faye: „To właśnie ten przekład manifestu Nouvelle Droite przeczytałem (...) online, napisany w języku angielskim. (...) Pomyślałem, że to jest całkowicie genialne i zastanawiałem się, dlaczego te pomysły nie są bardziej znane." W tym samym roku współtworzył Ligę Nordycką (Nordiska Förbundet), organizację opowiadającą się za metapolityczną postawą nawiązującą do idei Nowej Prawicy.

### Arktos Media
Friberg uzyskał tytuł MBA na Uniwersytecie w Göteborgu w 2006 roku. Pracował w finansach i zarządzaniu, a następnie do 2016 roku pełnił funkcję dyrektora generalnego Wiking Mineral, spółki wydobywczej notowanej na szwedzkiej giełdzie papierów wartościowych.
W 2009 roku Friberg stał się wyłącznym właścicielem Ligi Nordyckiej i postanowił zaprzestać działalności organizacji, jednocześnie pozwalając na dalsze działanie Metapedii i Motpolu. W październiku zaplanował wraz z norweskim politykiem i dwoma duńskimi wydawcami powstanie wydawnictwa Arktos Media, które oficjalnie powstało w 2010 roku. Friberg został prezesem firmy. Arktos Media tłumaczył na angielski i publikował różnych tradycjonalistycznych, konserwatywnych i prawicowych autorów, takich jak Paul Gottfried, Roger Scruton, Julius Evola, Alain de Benoist, Guillaume Faye i Alexandr Dugin. Według Benjamina R. Teitelbauma w latach 2010. stał się największym sprzedawcą literatury prawicowej na świecie
. 
Na początku 2015 roku Friberg opublikował swoją pierwszą książkę Powrót prawdziwej prawicy, w której stwierdził, że nadszedł właściwy czas, aby nacjonaliści wkroczyli do sfery publicznej bez obawy przed masowymi represjami politycznymi.

## Poglądy
Przekonania Friberga obejmują tradycjonalizm, konserwatyzm i etnopluralizm. Jego książka z 2015 roku, Prawdziwa Prawica Powraca: podręcznik prawdziwej opozycji, została opisana jako „manifest i podręcznik dla prawicowych aktywistów” Friberga.
Friberg pozostaje pod wpływem metapolitycznej strategii francuskiej Nowej Prawicy, określonej przez Guillaume Faye jako społeczna dyfuzja idei i wartości kulturowych w celu wywołania głębokiej, długofalowej transformacji politycznej.

## Życie prywatne
Daniel Friberg ma żonę i dwoje dzieci. Od 2017 roku Friberg żyje w Warszawie.